# Heliococcus sulcii
Heliococcus sulcii är en insektsart som beskrevs av Goux 1934. Heliococcus sulcii ingår i släktet Heliococcus och familjen ullsköldlöss. Inga underarter finns listade i Catalogue of Life.